# 黑河 (陕西)
黑河是中国陕西省境内的一条河流，古称芒水，因其出秦岭芒谷而得名；后又因其水色偏黑，故称黑河。为渭河的一条右岸支流，流域全在周至县境内，发源于周至县太白山东南坡二爷海（海拔3650米）。大致以西南－东北流向，流经厚畛子镇、马召镇、富仁乡、尚村镇，于尚村镇石马村注入渭河，是西安市自来水的主要来源。
全长约125.8公里，流域面积约2258平方公里，径流深约362毫米，主河道比降8.8%，常年平均径流量约8.17亿立方米，最大径流量约12.1亿立方米（1964年数据），最小仅约3.04亿立方米（1929年数据），最大洪水流量约3040立方米每秒（1980黑峪口数据）。流域内存在黑河森林公园、楼观台景区，骆峪道等遗迹。
该河有黑惠渠于1942（民国三十一年）建成，计划灌溉农田16万亩。干流自然落差约1100余米，可以开发水能约2.99万千瓦。

## 干流总括

### 河道走向
黑河峪口以内面积约1636.9平方公里，占流域总面积的72.8%。黑河流域分水岭高低差悬殊比较大，分水线总长约225.1公里，相对高差约3282米，平均高差约1768.6米，流域平均坡降约81.23%，河流直线长约42.7公里，弯曲系数2.265。
黑河源头共有两大源流。其一为北支，发源于太白山主峰拔仙台之东，向东后又折向南流，亦作红水河，至老场转回向东流，接八斗河，流向两河交汇口。其二为南支，发源于太白山主峰拔仙台之南的第四纪冰川湖泊二爷海，也是黑河水流主要发源地，向南流经三爷海、玉皇池、三清池，称作黑河，至钓鱼台接鱼肚河，沿着东西向大的断块向东流。至黑河口接发源于秦岭主峰（海拔2838米）光头山的花耳坪河，经厚畛子镇向北流，接纳清水、太平两河，于两河交汇口，汇作一股流。
黑河继续向东流，经沙梁子，缓慢地向东北方向转折，转过老君岭与终南山之间的深峡谷，最后折向北，然后接纳板房子河、虎豹河、王家河、陈家沟、柳叶河等河流，于马召镇东南的武家庄出峪，进入渭河平原，在富仁乡的高王号处接纳沙河，沿渭河废弃河道折向东流，接纳就峪河、田峪河、赤峪河等河流，到尚村镇马村梁家滩并入渭河。

## 主要支流
黑河支流繁多，流域面积大于10平方公里以上的支流共39条，其中一级支流23条，一般支流发育系数2.939，二级支流12条，支流密布于山区之中，共计31条，山外仅有8条。右岸支流主要发育在断块的剥蚀面上，近似平行地由北向南流动，河道短且比降大。左岸支流主要发育在向南倾斜的太白山次一级断块的剥蚀面上，以北西—东南方向流动，平行展布开来，与黑河干流呈直角相交。黑河源头段因受太白山主峰与光头山耸起的影响，支流流向变化多端，转折也较大，是典型的钓钩水系。黑河流域面积大于100平方公里的支流有大蟒河、板房子河、田峪河等河流。

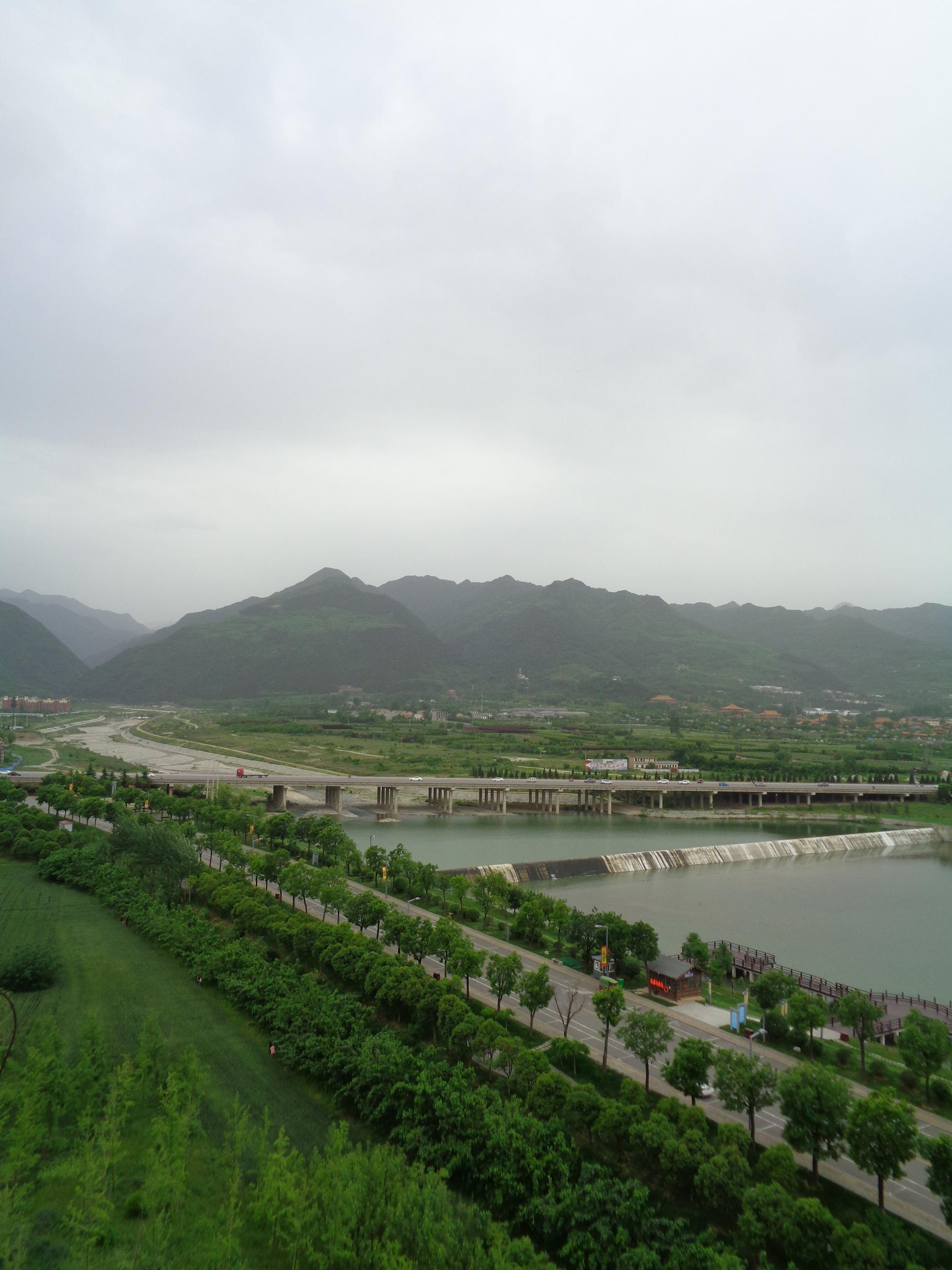
于赵公明财神庙向峪口望田峪河

- 田峪河，是黑河最大的一级支流，发源于秦岭梁（海拔2822米）之北，以向北流向，在田峪河口流出山区。经楼观台，在终南镇注入黑河。田峪河主河道长约54.3公里，平均比降约39.6%，流域面积约267.6平方公里，其中山区流域面积约244.0平方公里，是流域总面积的主要部分，约占91.18%。峪口以上高差约2040米，河长共约40.3公里，河道比降约50.6%；峪口外高差约112米，河长共约14公里，河道比降约8%，常年平均径流量约1.00亿立方米。该河流流域山区段环境优美，植被未被破坏，树木丛生，给水量足。
- 沙河，为黑河较大的一级支流。发源于秦岭北侧的一脚踏三县（海拔2824米），以西南—东北方向流动，于西骆峪口流出山区，往北流于朱田号向东折，在六家庄接纳泸河，于高王号注入黑河。沙河自峪口西骆峪水库以下已基本断流，至县城之南的下游河床出露。山区段称作西骆峪河，平原称作沙河，流域最大汇流长度约27公里，流域平均坡度约36.2%。主河道长约25.8公里，平均比降约33.9%，流域面积约79.7平方公里。峪口以外河长约22公里，高差162.7米，比降约7.39%，流域面积约25.9平方公里。沙河流域总面积约105.2平方公里，常年平均径流量约0.353亿立方米。该河流山区流域段植被破坏较为严重，为次生林和灌草植被。
- 辛口河，是沙河的支流，发源于青岗砭（海拔1843米），接纳辛口峪、华山沟、九沟水流，河长共约7.8公里，流域面积约18.9平方公里。最大流量约130立方米/秒，最小流量约0.04立方米/秒，峪口平均流量约0.203立方米/秒。年径流量约639.93万立方米，当中平原年径流量约40.898万立方米。辛口河出峪之后向北流约4公里注入沙河。
- 就峪河，是黑河较大的支流，发源于四方台（海拔2631米）之北，从就峪口流出山区，经楼观镇、司竹乡两地，于马坊村向东流汇入黑河。就峪河共长约38.5公里，主河道平均比降约18.9%；流域最大汇流长度约39.1公里，流域平均坡降约19.9%，流域面积约95.4平方公里，常年平均径流量约125万立方米。于峪口处，建有西楼观水电站和就惠渠引水坝。该河流源头林木茂密，植被良好。峪口山坡大多已被垦为农田，植被破坏，水土流失严重。

- 马岔河，由杏柿沟、团标峪、马岔峪三水交汇而成。团标峪、马岔峪均为浅山石沟，农业开垦过度，植被破坏严重，水土流失同样严重。峪口下河道长约5公里，泥沙与洪水涌入就峪河。马岔河峪口平均流量约0.104立方米/秒，平原地区年径流量约3.00万立方米，山区地区年径流量约299.32万立方米，年均总径流量约337.415万立方米。
- 赤峪河，由赤峪、牛角沟、浅石沟三水交汇而成。山区地区河长共约10.3公里，流域面积约17.6平方公里，平原地区河长约13.2公里，自干沟村东北入黑河。赤峪河峪口平均流量约0.141立方米/秒，年山区流量约350.65万立方米，平原年径流量约94.06万立方米，年均径流量约444.70万立方米。
- 大曲河，是赤峪河的支流，由大曲沟、小曲沟两水汇流而成。大曲沟长约4公里，流域植被多为灌草，集雨面积约为9.1平方公里。出山之后汇浅石沟、牛角沟两水，由新河注入赤峪河。大曲河峪口平均流量约0.049立方米/秒，山区年径流量约119.78万立方米，平原地区年径流量约34.07万立方米，年均径流量约153.84万立方米。
- 黄氏河，亦作黄池河。河源为黄龙寨岭。峪口之南为浅山石沟，主沟长约10公里，流域面积约21.9平方公里，在黑惠渠水坝下汇入黑河。山区地区径流量约695.27万立方米，平原地区径流量约3.00万立方米，年均径流量约698.27万立方米。峪口平均流量约0.221立方米/秒。[2]